# Баязид Дода
Баязид Дода (близько 1888, Штіровіца, Османська імперія, нині Північна Македонія — 25 квітня 1933, Відень, Австрія) — геолог, фотограф і етнограф албанського походження, секретар та гомосексуальний партнер австро-угорського дослідника Ференца Нопчі.

## Біографія
Дода народився в албанській сім'ї у селі на заході сучасної Північної Македонії. Через відсутність роботи та бідність молодик поїхав у Бухарест на заробітки. Там у 1906 році він зустрів барона Нопчу. Нопча найняв його секретарем і, вочевидь, одразу закохався, про що свідчить щоденник мандрівника. Декілька місяців вони провели в родинному маєтку Нопчі в Сачелі. Пізніше подорожували до Лондона, де Дода захворів на грип.
У листопаді 1907 року вони були вже в Шкодері, а надалі попрямували до рідного села Доди. Там їх узяв у полон місцевий розбійник.
1913 року сербські військові вбили батька й брата Доди, можливо через помсту за його зв'язки з австро-угорцями.
У 1920-ті разом з Нопчею Дода подорожував по Південній Європі на мотоциклі. Наприкінці життя Дода страждав на алкоголізм..
Вранці 25 квітня 1933 року Ференц Нопча дав Баязиду снодійне, після чого застрелив його й застрелився сам.
На честь Баязида Ференц Нопча назвав вид викопних черепах Kallokibotion bajazidi.

## Дослідження
Дода брав активну участь у палеонтологічних дослідженнях. Зокрема під час розкопок поблизу Сачела 1912 року знайшов скам'янілості, які Нопча 1915 року описав як анкілозаврового динозавра Struthiosaurus transylvanicus
Албанолог Роберт Елсі знайшов написаний Додою не пізніше 1914 року рукопис щодо етнографії албанців у західній частині сучасної Північної Македонії. У 2007 році у Відні він видав її як книгу Баязида Доди «Albanisches Bauerleben im oberen Rekatal bei Dibra (Makedonien)» (Життя албанських селян у долині Горної Ріки поблизу Дібри (Македонія)). Рукопис містив детальні відомості щодо культури й побуту населення македонського регіону Горна Река (охоплює сучасні общини Маврово і Ростуша і Гостивар), зокрема розкривав теми місцевої їжі та лікарських рослин. Імовірно, цю працю Дода написав у рамках полеміки з сербським астрономом і націоналістом Спиридоном Гопцевичем, який у власних розвідках розглядав мешканців Штіровіци як албанізованих сербів.